# Paroisse de Saint-Isidore
La paroisse de Saint-Isidore est à la fois une paroisse civile et un ancien district de services locaux (DSL) canadien du comté de Gloucester, située au nord du Nouveau-Brunswick. Le territoire du DSL recoupe en général celui de la paroisse civile, exception faite du village de Saint-Isidore, qui est administré séparément. Dans le cadre de la réforme de la gouvernance locale du 1er janvier 2023, le DSL a été annexé à la nouvelle ville de Hautes-Terres.

## Toponyme
La paroisse est nommée en l'honneur d'Isidore le Laboureur. Le hameau de Bois-Gagnon est nommé ainsi en l'honneur du père Louis Gagnon (1836-1917), curé de Saint-Isidore entre 1876 et 1908.

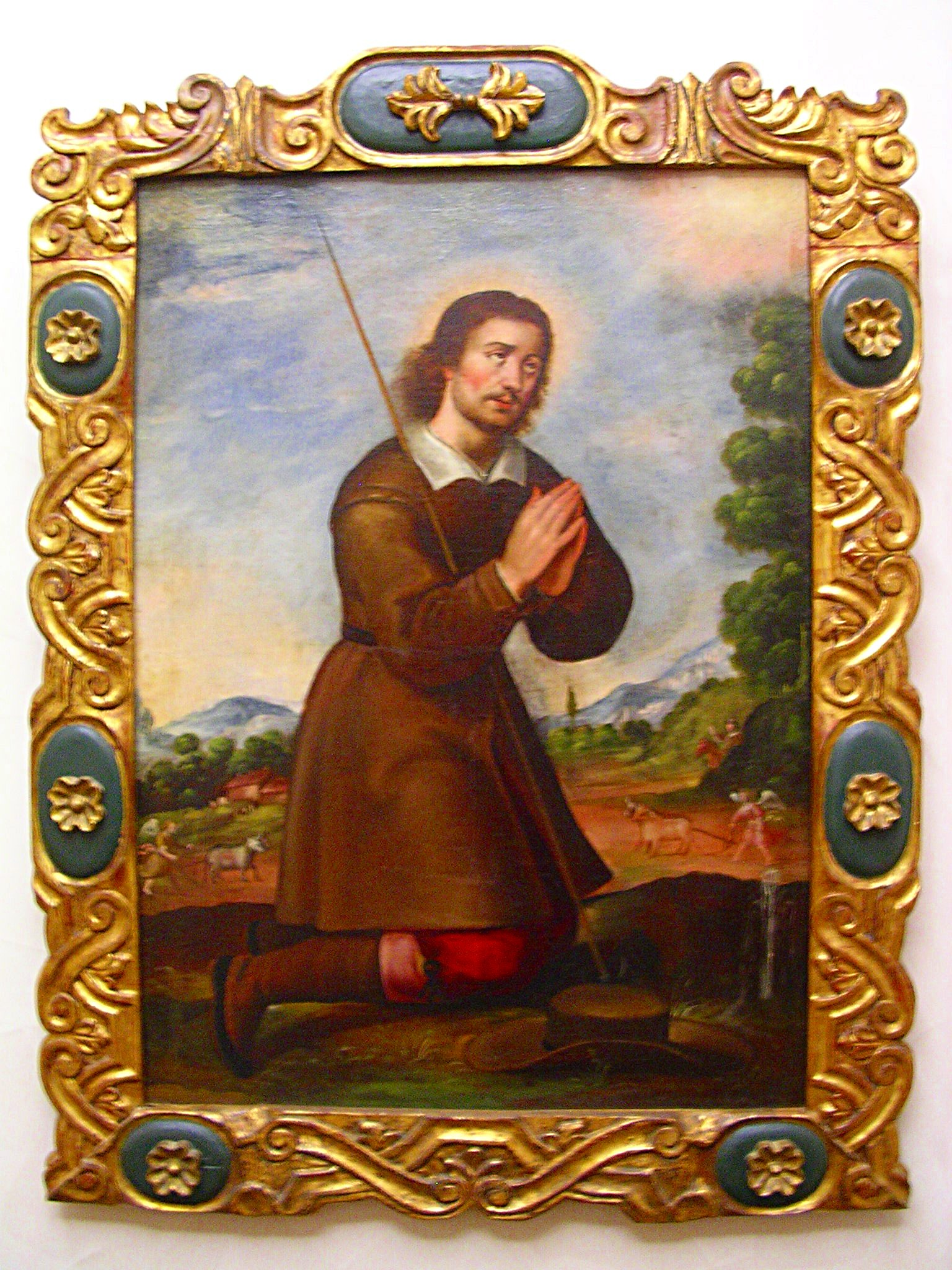
Isidore le Laboureur.

## Géographie

### Géographie physique

#### Situation
La paroisse de Saint-Isidore est située à près de 40 kilomètres au sud-est de Bathurst, dans la péninsule acadienne. Le DSL a une superficie de 173,51 km2.
La paroisse de Saint-Isidore occupe la frontière sud, ouest et nord du village de Saint-Isidore, créant un territoire en forme de « C ». En ignorant le village, la paroisse de Saint-Isidore est limitrophe de Saint-Irénée-et-Alderwood au sud, de Saint-Sauveur à l'ouest, de Notre-Dame-des-Érables au nord-ouest, de la paroisse de Paquetville au nord, de Sainte-Rose au nord-est, de Pont-Landry à l'est et de Gauvreau–Petit-Tracadie au sud-est.
La paroisse de Saint-Isidore est généralement considérée comme faisant partie de l'Acadie.

#### Topographie
La paroisse possède un relief varié. Les berges de la rivière Pokemouche et de certains de ses affluents sont très escarpées, formant littéralement des canyons à certains endroits. La vallée s'élargit par contre sur une courte distance dans le secteur de Bois-Blanc, offrant une vue dégagée sur une partie de la vallée et du plateau de Rang-Saint-Georges.
La rivière Pokemouche coule dans le nord du territoire, d'ouest en est. Son cours très sinueux l'emporte plus loin dans le golfe du Saint-Laurent. Dans le territoire, ses principaux affluents sont le Haut Bras Sud de la Rivière Pokemouche (8 km), le ruisseau à Morisson, le ruisseau à la Truite (11 km), le ruisseau Spruce et le ruisseau Sewell (13 km). À l'extrémité nord ouest du territoire, dans le bassin de la rivière Pokemouche, se trouve le lac Saint-Cœur, l'un des rares de la Péninsule acadienne, mesurant plus de 400 mètres de long.
La rivière du Petit-Tracadie forme la majeure partie de la frontière sud. Elle coule vers l'est pour se déverse plus loin dans le golfe du Saint-Laurent. Ses principaux affluents sont successivement le ruisseau Nord (8 km) et le ruisseau Seal (11 km).

#### Géologie
Le sous-sol de la paroisse de Saint-Isidore est composé principalement de roches sédimentaires du groupe de Pictou datant du Pennsylvanien (entre 300 et 311 millions d'années).

### Géographie humaine

#### Hameaux et lieux-dits
Le hameau de Haut-Saint-Isidore s'étend le long de la route 160, à l'ouest de Saint-Isidore, dont il est en fait une extension. Bois-Gagnon se trouve quatre kilomètres plus loin, le long de la même route. Chemin-Tilley (Tilley Road) se trouve au sud de Saint-Isidore, le long du chemin du même nom. Ce hameau est relativement éparpillé et l'on retrouve aussi Haut-Chemin-Tilley à l'ouest. Hacheyville est situé à 2,7 km au nord de Saint-Isidore, à l'intersection des routes 135 et 363. Duguayville est situé à 5,5 km au nord du village, toujours le long de la route 135 mais s'étend surtout le long du chemin du même nom. Peu après Duguayville, Bois-Blanc s'étend le long de la route, sur une colline entre le ruisseau Sewell et le ruisseau à la Truite. Finalement, le hameau de Spruce Brook, comptant quelques maisons, se trouve à 5 kilomètres au nord-ouest du village, le long de la route 363.

## Histoire
La paroisse de Saint-Isidore est située dans le territoire historique des Micmacs, plus précisément dans le district de Sigenigteoag, qui comprend l'actuel côte Est du Nouveau-Brunswick, jusqu'à la baie de Fundy.
Le 17 août 1693, le Conseil souverain donne la concession de Pokemouche à Philippe Hesnault, de Nipisiguit, lui ajoutant trois lieues de largeur de chaque côté de la vallée, pour un total de huit lieues par quatre, un territoire qui inclut une partie de la paroisse de Saint-Isidore. Michel Degrez, qui possédait auparavant la seigneurie, devait 200 livres à Hesnault, ce qui explique probablement cette décision. Hesnault ne s'établit pas sur les lieux et d'autres marchands en profitent pour chasser sur ses terres. Il porte plainte au Conseil et obtient gain de cause le 30 août 1705 contre le directeur général de la Compagnie de Mont-Louis, Jean de Clarmont. On ne sait pas avec précision ce qui est arrivé au fief de Pokemouche après la mort d'Hesnault.
En 1825, le territoire est touché par les Grands feux de la Miramichi, qui dévastent entre 10 000 km2 et 20 000 km2 dans le centre et le nord-est de la province et tuent en tout plus de 280 personnes,.
Bois-Gagnon compte un bureau de poste entre 1876 et 1908. Bois-Blanc compte un bureau de poste entre 1927 et 1964.

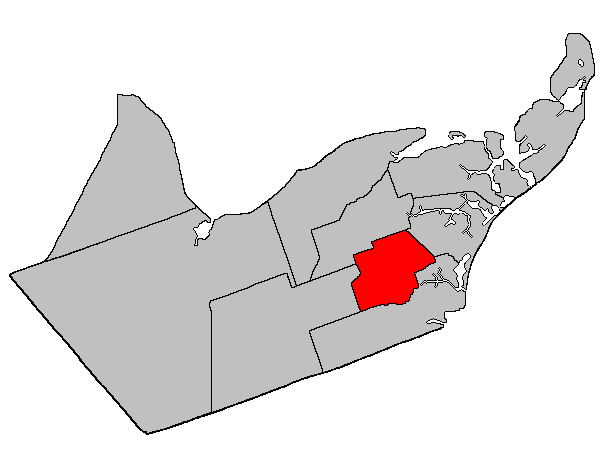
Situation sur une carte des paroisses civiles du comté de Gloucester (certains DSL et municipalités ne sont donc pas montrés).

La municipalité du comté de Gloucester est dissoute en 1966. La paroisse de Saint-Isidore devient un district de services locaux en 1967.
La paroisse de Saint-Isidore est l'une des localités organisatrices du IVe Congrès mondial acadien, en 2009.

## Démographie
| 2001  | 2006  | 2011  | 2016  | 2021  | - |
| ----- | ----- | ----- | ----- | ----- | - |
| 1 785 | 1 652 | 1 368 | 1 361 | 1 312 | - |

## Économie
Entreprise Péninsule, un organisme basé à Tracadie-Sheila faisant partie du réseau Entreprise, a la responsabilité du développement économique de la région. L'économie de la Péninsule acadienne est basée sur les ressources naturelles ainsi que les services et la fabrication. Pourtant, le développement au village est avant tout résidentiel et l'une des principales opportunités économiques sont les emplois dans la fonction publique à Caraquet et Tracadie-Sheila. La population active est d'ailleurs très mobile et 20 % des hommes de la Péninsule travaillent à l'extérieur .

## Administration

### Comité consultatif
En tant que district de services locaux, la paroisse de Saint-Isidore est administré directement par le Ministère des Gouvernements locaux du Nouveau-Brunswick, secondé par un comité consultatif élu composé de cinq membres dont un président.

### Commission de services régionaux
La paroisse de Saint-Isidore fait partie de la Région 4, une commission de services régionaux (CSR) devant commencer officiellement ses activités le 1er janvier 2013. Contrairement aux municipalités, les DSL sont représentés au conseil par un nombre de représentants proportionnel à leur population et leur assiette fiscale. Ces représentants sont élus par les présidents des DSL mais sont nommés par le gouvernement s'il n'y a pas assez de présidents en fonction. Les services obligatoirement offerts par les CSR sont l'aménagement régional, l'aménagement local dans le cas des DSL, la gestion des déchets solides, la planification des mesures d'urgence ainsi que la collaboration en matière de services de police, la planification et le partage des coûts des infrastructures régionales de sport, de loisirs et de culture; d'autres services pourraient s'ajouter à cette liste.

### Représentation
Nouveau-Brunswick: La paroisse de Saint-Isidore fait partie de la circonscription de Centre-Péninsule—Saint-Sauveur, qui est représentée à l'Assemblée législative du Nouveau-Brunswick par Denis Landry, du Parti libéral. Il fut élu en 2003 puis réélu en 2008 et en 2010.
 Canada: La paroisse de Saint-Isidore fait partie de la circonscription fédérale d'Acadie-Bathurst. Cette circonscription est représentée à la Chambre des communes du Canada par Yvon Godin, du NPD. Il fut élu lors de l'élection de 1997 contre le député sortant Doug Young, en raison du mécontentement provoqué par une réforme du régime d’assurance-emploi.

### Ancienne administration paroissiale
|  | Indépendant | 1925 - 192? | David D. Hachey Ernest Bourgeois |
|  | Indépendant | 1931 - 19?? | Albert Gautreau David D. Hachey  |

## Vivre dans la paroisse de Saint-Isidore

### Éducation
Les élèves francophones doivent fréquenter l'école La Relève de Saint-Léolin de la maternelle à la huitième année avant de poursuivre leurs études à Tracadie-Sheila. La ville de Shippagan compte le CCNB-Péninsule acadienne et un campus de l'Université de Moncton.
Les anglophones bénéficient d'une école à Brantville accueillant les élèves de la maternelle à la huitième année. Ils doivent ensuite poursuivre leurs études à Miramichi. Les établissements d'enseignement supérieurs anglophones les plus proches sont à Fredericton ou Miramichi.
Il y a une bibliothèque publique à Tracadie-Sheila. Le bibliobus du Nord fait toutefois un arrêt à Saint-Léolin.

### Autres services publics
La paroisse possède un complexe récréatif mais la population bénéficie principalement des installations de Saint-Isidore et de Tracadie-Sheila. Le détachement de la Gendarmerie royale du Canada le plus proche est d'ailleurs situé à Tracadie-Sheila. Le poste d'Ambulance Nouveau-Brunswick le plus proche est aussi à Tracadie-Sheila. Le poste d'Ambulance Nouveau-Brunswick et l'hôpital les plus proches sont aussi à Tracadie-Sheila.
Existant depuis le 20 juillet 1995, la Commission de gestion des déchets solides de la Péninsule acadienne (COGEDES) a son siège-social à Caraquet. Les déchets sont transférés au centre de transbordement de Tracadie-Sheila et les matières non-recyclables sont ensuite enfouies à Allardville.
Les francophones bénéficient du quotidien L'Acadie nouvelle, publié à Caraquet, ainsi que de l'hebdomadaire L'Étoile, de Dieppe. Les anglophones bénéficient quant à eux du quotidien Telegraph-Journal, publié à Saint-Jean.